# ピドゥルタラーガラ山
ピドゥルタラーガラ山（シンハラ語: පිදුරුතලාගල [ˌpidurutaˈlaːɡələ] - Straw Plateau Rock、英語: Pidurutalagala）は、スリランカの中部州ヌワラ・エリヤ北方にそびえる山である。マウント・ペドロとも呼ばれており、標高2,524mでセイロン島の最高峰である。ヌワラ・エリヤの近く、都市からは北北東の方角に位置しており、中部州の広い範囲からその姿を望むことができる。
ピドゥルタラーガラ山の山頂には、スリランカ政府と陸軍の無線通信設備とレーダーサイトが設置されており、スリランカの防空と国防にとって重要な拠点となっている。山頂はウルトラハイセキュリティゾーンで、警備用の軍事基地も設置されており、一般人の立ち入りは厳しく制限されている。